# Naemacyclus caulium
Naemacyclus caulium är en svampart som beskrevs av Höhn. 1906. Naemacyclus caulium ingår i släktet Naemacyclus, klassen Leotiomycetes, divisionen sporsäcksvampar och riket svampar.   Inga underarter finns listade i Catalogue of Life.